# Banc d'Explotació de Hokkaidō
El Banc d'Explotació de Hokkaidō (北海道拓殖銀行, Hokkaidō Takushoku Ginkō), popularment conegut com a Takugin (拓銀, たくぎん) fou una entitat bancària japonesa amb seu a Sapporo, Hokkaido fundada l'any 1899 com a "banc especial" amb l'objectiu de promoure el desenvolupament econòmic de Hokkaido. Fou el banc comercial més important de Hokkaido fins a la seua fallida l'any 1997, sent adquirit pel Banc del Pacífic Nord, una altra entitat financera de Hokkaido.